# Alfred Azzopardi
Alfred Azzopardi (5 febbraio 1956) è un ex calciatore maltese, di ruolo difensore.

## Carriera

### Nazionale
Ha collezionato otto presenze con la propria Nazionale.